# Ľubomír Reiter
Ľubomír Reiter (ur. 3 grudnia 1974 w Stropkovie) – słowacki piłkarz  grający na pozycji napastnika. W swojej karierze 28 razy wystąpił w reprezentacji Słowacji i strzelił w niej 9 goli.

## Kariera klubowa
Karierę piłkarską Reiter rozpoczął w klubie Tesla Stropkov. W sezonie 1995/1996 zadebiutował w jego barwach w drugiej lidze słowackiej. W 1996 roku odszedł do pierwszoligowego Tatrana Preszów. W Tatranie występował do lata 1998 roku.
W 1998 roku Reiter zmienił klub i przeszedł do MŠK Žilina. W klubie tym grał do końca 2001 roku. Odszedł z niego w trakcie sezonu 2001/2002, w którym Žilina wywalczyła mistrzostwo Słowacji. Kolejnym klubem w karierze Reitera była czeska Sigma Ołomuniec. W Sigmie grał do 2004 roku, a w 2005 wyjechał do Stanów Zjednoczonych i przez pół roku występował w klubie tamtejszej Major League Soccer, Chicago Fire.
W połowie 2005 roku Reiter wrócił na Słowację i został piłkarzem Artmedii Petržalka z Bratysławy. Wiosną 2007 był wypożyczony do Slavii Praga, a w połowie roku powrócił do Artmedii. W sezonie 2007/2008 został z nią mistrzem Słowacji i zdobył Puchar Słowacji. W 2008 roku zakończył karierę.
| Sezon   | Klub                | Kraj              | Rozgrywki           | Mecze | Bramki |
| ------- | ------------------- | ----------------- | ------------------- | ----- | ------ |
| 1995/96 | Tesla Stropkov      | Słowacja          | II. liga            | ?     | ?      |
| 1996/97 | 1. FC Tatran Prešov | Słowacja          | I. liga             | 10    | 2      |
| 1997/98 | 1. FC Tatran Prešov | Słowacja          | I. liga             | 21    | 4      |
| 1998/99 | 1. FC Tatran Prešov | Słowacja          | I. liga             | 2     | 0      |
| 1998/99 | MŠK Žilina          | Słowacja          | I. liga             | 26    | 7      |
| 1999/00 | MŠK Žilina          | Słowacja          | I. liga             | 21    | 1      |
| 2000/01 | MŠK Žilina          | Słowacja          | I. liga             | 29    | 12     |
| 2001/02 | MŠK Žilina          | Słowacja          | I. liga             | 11    | 9      |
| 2001/02 | Sigma Ołomuniec     | Czechy            | Gambrinus Liga      | 20    | 8      |
| 2002/03 | Sigma Ołomuniec     | Czechy            | Gambrinus Liga      | 28    | 5      |
| 2003/04 | Sigma Ołomuniec     | Czechy            | Gambrinus Liga      | 26    | 15     |
| 2004/05 | Sigma Ołomuniec     | Czechy            | Gambrinus Liga      | 14    | 3      |
| 2005    | Chicago Fire        | Stany Zjednoczone | Major League Soccer | 14    | 3      |
| 2005/06 | Artmedia Petržalka  | Słowacja          | I. liga             | 11    | 5      |
| 2006/07 | Artmedia Petržalka  | Słowacja          | I. liga             | 19    | 8      |
| 2006/07 | Slavia Praga        | Czechy            | Gambrinus Liga      | 2     | 0      |
| 2007/08 | Artmedia Petržalka  | Słowacja          | I. liga             | 1     | 0      |

## Kariera reprezentacyjna
W reprezentacji Słowacji Reiter zadebiutował 7 października 2001 roku w wygranym 5:0 meczu eliminacji do MŚ 2002 z Macedonią, w którym strzelił gola. W kadrze narodowej od 2001 do 2005 roku rozegrał 28 meczów i zdobył 9 bramek.